# Gouy-les-Groseillers
Gouy-les-Groseillers – miejscowość i gmina we Francji, w regionie Hauts-de-France, w departamencie Oise.
Według danych na rok 1990 gminę zamieszkiwało 10 osób, a gęstość zaludnienia wynosiła 3 osoby/km² (wśród 2293 gmin Pikardii Gouy-les-Groseillers plasuje się na 975. miejscu pod względem liczby ludności, natomiast pod względem powierzchni na miejscu 1029.).